# Balai Gadang (Koto Tangah)
Balai Gadang is een bestuurslaag in het regentschap Padang van de provincie West-Sumatra, Indonesië. Balai Gadang telt 13.634 inwoners (volkstelling 2010).